# شلوار بلند
شلوار بلند (انگلیسی: Long Pants) فیلمی در ژانر صامت به کارگردانی فرانک کاپرا است که در سال ۱۹۲۷ منتشر شد.

## بازیگران
- هری لنگدون
- آلما بنت
- آلن راسکو
- گلادیس براک‌ول
- بتی فرانسیسکو
- بیب لاندن